# Dust to Ashes
Dust to Ashes è il primo album della band dell'Orange County Bleeding Through, pubblicato il 17 aprile 2001.

## Tracce
1. Turns Cold to the Touch – 5:12
2. Hemlock Society – 3:28
3. Just Another Pretty Face – 3:01
4. Shadow Walker – 2:09
5. III Part 2 – 5:00
6. Reflection – 2:49
7. I Dream of July – 3:21
8. Oedipus Complex – 3:57
9. Lay On the Train Tracks – 3:30
10. Thrones of Agony – 5:25
11. Shadow Walker (versione alternativa) – 2:12

## Membri della band
- Brandan Schieppati - voce
- Scott Danough - chitarra
- Brian Leppke - chitarra
- Ryan Wombacher - basso
- Derek Youngsma - batteria
- Marta Peterson - tastiere